# Chaetopauesia talis
Chaetopauesia talis är en stekelart som beskrevs av Mackauer 1967. Chaetopauesia talis ingår i släktet Chaetopauesia och familjen bracksteklar. Inga underarter finns listade i Catalogue of Life.